# Соломка Юрій Анатолійович
Ю́рій Анато́лійович Соло́мка (нар. 4 січня 1990, смт Покровське, Покровський район, Дніпропетровська область, УРСР) — український футболіст, півзахисник.

## Життєпис
Народився в Покровському (Дніпропетровська область). Футболом починав займатися там же у тренерів Віктора Гуманского і Сергія Волкова. У 13-річному віці пройшов перегляд у донецькому Училищі Олімпійського резерву імені Сергія Бубки, після чого продовжив навчання там у тренера Сергія Георгійовича Жицького. З 2007 року грав у другій лізі за «Титан» (Донецьк). Перший матч на професіональному рівні провів 29 липня 2007 року в рамках 2-го туру групи Б чемпіонату України з футболу серед клубів другої ліги проти харківського «Газовика-ХГВ». У тому поєдинку донеччани перемогли з рахунком 4:1. Юрій же вийшов на поле на 77-й хвилині замість Артема Барановського. В цьому ж клубі й забив свій перший м'яч у професіональній кар'єрі. Сталося це 5 листопада 2008 року в домашньому поєдинку 21-го туру групи Б чемпіонату України серед клубів другої ліги проти «Севастополя-2». Донецька команда в тому поєдинку здобула перемогу з рахунком 3:0. Соломка в тому поєдинку вийшов на поле на 78-й хвилині матчу, замінивши Романа Ліпіліна, а на 86-й хвилині відзначився голом. В 2009 році перейшов в сусідній «Металург», за дубль якого грав у молодіжному чемпіонаті України (70 матчів, 12 голів), кольори якого захищав до 2012 року. 
У 2012 році перейшов до складу представника першої ліги чемпіонату України, ПФК «Олександрії». У складі свого нового клубу дебютував 14 липня 2012 року в домашньому поєдинку 1-го туру чемпіонату України серед клубів першої ліги проти київського «Динамо-2». Олександрійці в тому матчі здобули перемогу з рахунком 3:1. Юрій в тому поєдинку вийшов на поле на 84-й хвилині, замінивши автора одного з голів того матчу, В'ячеслава Шевченка. Загалом же в олександрійській команді основним гравцем так і не став, виходячи на поле, в основному, з лавки для запасних. Утім, у складі ПФК «Олександрії» в першій лізі зіграв 19 матчів, у кубку України — 2 поєдинки. Наприкінці березня 2014 року перейшов до складу іншої команди з Олександрійщини, ПФК «УкрАгроКом». 28 березня 2014 року дебютував за свою нову команду в матчі проти своєї колишньої команди, ПФК «Олександрії». Юрій в тому поєдинку вийшов на поле в стартовому складі, але на 62-й хвилині його замінив Євгеній Лозовий. Матч завершився поразкою аграріїв з рахунком 1:2. Першим голом у футболці «УкрАгроКому» відзначився на 90-й хвилині матчу чемпіонату України проти харківського «Геліоса». В тому поєдинку Соломка вийшов на заміну на 67-й хвилині замість Сергія Шестакова. Загалом е в складі головківської команди в чемпіонатах України зіграв 10 матчів та забив 2 м'ячі. По завершенні сезону 2013/14 років ПФК «Олександрія» та «УкрАгроКом» були об'єднані в одну команду. Багато гравців обох клубів отримали статус вільних агентів й почали самостійно займатися власним працевлаштуванням. Серед них був і Юрій Соломка. 
З 2014 по 2015 роки виступав за ФК «Полтаву». За час свого перебування в полтавському клубі в першій лізі зіграв 34 матчі та забив 7 м'ячів, ще 3 матчі за полтавчан провів у кубку України.
10 липня 2015 року Соломка підписав дворічний контракт з одеським ФК «Чорноморець». В українській Прем'єр-лізі дебютував в матчі першого туру чемпіонату 2015/16 проти донецького «Олімпіка». 17 жовтня 2015 року перейшов в харківський «Геліос». За час свого перебування в харківській команді в чемпіонаті України зіграв 12 матчів (1 гол), ще 1 поєдинок за харків'ян зіграв у кубку України. На початку червня 2016 року на правах вільного агента залишив «Геліос». Після цього наприкінці червня 2016 року був на перегляді в полтавській «Ворсклі», в складі якої зіграв товариський матч проти ФК «Олександрії». Проте зрештою Василь Сачко вирішив не підписувати контракт з Юрієм, тому вже наприкінці липня 2016 року він був заявлений вже за іншу полтавську команду, ФК «Полтаву», яка виступала в першій лізі чемпіонату України.
З 2019 року виступав за клуб «Верес» Рівне. Наприкінці 2020 року покинув рівненський клуб, а місяць по тому вирішив завершити кар'єру гравця.

## Досягнення
- Перша ліга чемпіонату України
  -  Бронзовий призер: 2012/13